# Skakavci (Kosjerić)
Skakavci (em cirílico: Скакавци) é uma vila da Sérvia localizada no município de Kosjerić, pertencente ao distrito de Zlatibor. A sua população era de 240 habitantes segundo o censo de 2011.

## Demografia
| 1948 | 1953 | 1961 | 1971 | 1981 | 1991 | 2002 | 2011 |
| ---- | ---- | ---- | ---- | ---- | ---- | ---- | ---- |
| 532  | 534  | 486  | 453  | 420  | 356  | 274  | 240  |